# Coronació papal

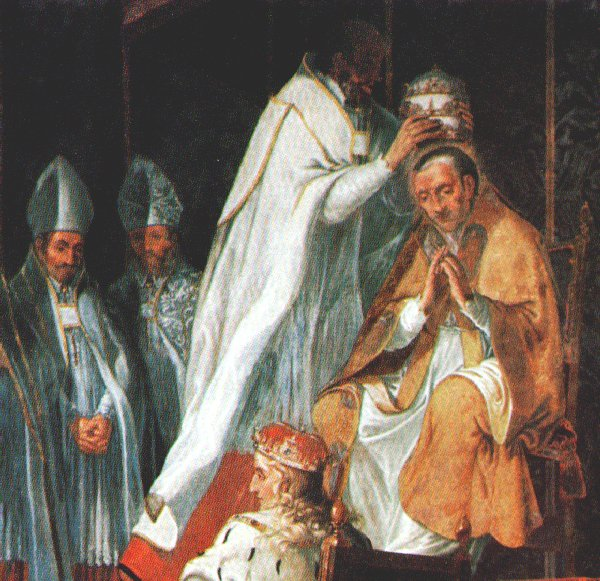
Coronació de Celestí V, l'únic Papa que ha estat coronat en dues ocasions.

La coronació papal era la cerimònia de col·locació de la tiara papal sobre el nou papa. La primera coronació papal registrada va ser la de Nicolau I el 858, i la darrera va ser la coronació de Pau VI el 1963, qui poc després va abandonar la pràctica de portar la tiara. Cap dels seus successors ha utilitzat la tiara, i les seves celebracions d'inauguració papal no han inclòs cap acte de coronació.
La celebració d'inauguració papal, amb coronació o sense, només té significat simbòlic, ja que un papa assumeix l'ofici immediatament en donar el seu consentiment a una elecció vàlida.
El ritu és diferent del de la Coronació Pontifícia, terme que de vegades s'utilitza en països de parla hispana, en referència a la coronació canònica d'imatges religioses per part d'un pontífex.

## Ritual
Quan un conclave escull un papa, aquest assumeix tots els drets i autoritat del papat immediatament després de la seva acceptació d'elecció; no obstant això, tradicionalment els papes van numerar els seus anys de regnat d'ençà de la data de la seva coronació. Si el nou papa no és bisbe, és consagrat al mateix temps. D'acord amb la tradició, el dret de consagració pertany al degà del Col·legi de Cardenals i, en la seva absència, al sotsdegà, i en absència d'aquests dos, al cardenal bisbe més antic. Si el nou Papa ja és un bisbe, com sol ser el cas, la seva elecció s'anuncia immediatament a la gent reunida a la Plaça de Sant Pere i els dona la seva benedicció.
L'entronització episcopal del papa es produeix a la seva catedral, l'arxibasílica de Sant Joan del Laterà. Aquesta cerimònia es va combinar amb la coronació. Durant l'època del papat d'Avinyó, el papa a França, no podia ser entronitzat a la catedral romana. Les coronacions van continuar, mentre l'entronització havia d'esperar un retorn a Roma. Quan el Gregori XI va tornar a Roma, calien moltes reparacions al Palau de Laterà, de manera que els papes van passar a residir al Vaticà i la coronació es va fer a la basílica de Sant Pere. La Basílica del Laterà roman com la catedral de Roma, i allí es produeix l'entronització. Durant el període de «presoner al Vaticà», la cerimònia de l'entronització tampoc no va tenir lloc.

### La Missa de la coronació
La coronació es va produir el primer diumenge o dia sant després de l'elecció. Començava amb una missa pontifícia solemne. Durant el cant del Terce, s'asseia en un tron i tots els cardenals feien el que es deia «la primera obediència», en aproximar-se i besar-li la mà. Llavors els arquebisbes i bisbes s'acostaven i li besaven els peus.
Després d'això, almenys des del començament del segle xvi, el papa acabat d'elegir era portat a través de la basílica de Sant Pere amb la sedia gestatoria, sota un dosser blanc, amb els flabels papals (ventalls cerimonials) a un i altre costat. En lloc de la tiara papal, portava una mitra enjoiada (la mitra pretiosa episcopal). En tres ocasions, la processó s'aturava i es cremava un grapat de lli sobre una safata daurada davant del nou pontífex escollit, mentre que un mestre de cerimònies deia: «Pater Sancte, sic transit gloria mundi» («Sant Pare, així passa la glòria del món») com a recordatori simbòlic per deixar de banda el materialisme i la vanitat. Un cop a l'altar major, començava a celebrar la Gran Missa Solemne amb tot el cerimonial papal.
Després del confiteor, el papa s'asseia a la cadira gestatòria, que estava a terra, i els tres cardenals bisbes superiors s'acostaven a ell amb mitres. Cadascú posava les mans damunt d'ell i deia l'oració Super electum pontificem (Sobre el papa electe). Primer, el cardenal bisbe d'Albano deia:
«Déu, que està present sense distinció sempre que la ment devota us invoca, estigueu present, us preguem, nos i aquest el vostre servent, __, que a la cimera de la comunitat apostòlica ha estat escollit com el jutge del vostre poble, infongueu amb les supremes benediccions que experimenta el vostre do que ha arribat a aquest punt.»
Llavors, el cardenal bisbe de Porto deia:
«Us demanem, Déu Totpoderós, efectiu la vostra devoció habitual i aboqueu al vostre servent, __, la gràcia de l'Esperit Sant al que està constituït al capdavant de la nostra Església com a servent del misteri, enfortiu amb Plenitud de la virtut.»
Finalment, el cardenal bisbe d'Òstia deia:
«Déu, que heu volgut que el vostre apòstol Pere tingués el primer lloc en la comunitat dels apòstols, que el Cristianisme universal superés el mal, mireu bé, us preguem que aquest el vostre servent, que des d'una posició humil ha estat entronitzat de sobte amb els apòstols sobre la mateixa sublimitat, que tal com ha estat elevat a aquesta dignitat exaltada, així que ell mateix pugui merèixer acumular virtut; portar la càrrega de l'Església universal, ajudeu-lo, feu-lo digne i per Vos sigui beneït, els mèrits pugui reemplaçar els vicis.»
Llavors, el cardenal diaca més veterà li col·locava el pal·li sobre les seves espatlles dient:
«Accepteu el pal·li, que representa la plenitud de l'ofici de Pontífex, a l'honor del Déu Totpoderós, i la Molt Gloriosa Verge Maria, la seva Mare i els Sants Apòstols Pere i Pau, i la Santa Església Romana.»
Als segles xi i xii, la immantatio o l'adjudicació del mantum (un vestit format per una llarga capa pluvial de color vermell) sobre el nou papa elegit era considerat especialment simbòlic de quedar investit amb l'autoritat papal, i era conferida amb les paraules: «T'investim amb el papat romà, que governes per la ciutat i el món».
Després de la investidura amb el pal·li, el papa encensava l'altar major i després anava al tron, situat al costat del cor, entre l'altar de la Confessió i l'altar de la Càtedra, i allí, durant el cant del Kyrie, rebia de nou la reverència dels cardenals, arquebisbes i bisbes. Llavors la missa continuava. Després del Gloria in excelsis i del Pax Vobis, el papa pronunciava la col·lecta del dia i, en secret, una oració per si mateix. Després que el Papa tornés de nou al seu seient, es cantava el Laudes Papal:
| Cantors:           | Resposta:                                                                          |
| ------------------ | ---------------------------------------------------------------------------------- |
| Escolteu, oh Crist | Vida al nostre senyor, __, decretat per Déu com a Pontífex Suprem i Pare Universal |
| Salvador del món   | Concediu-li ajut.                                                                  |
| Salvador del món   | Concediu-li ajut.                                                                  |
| Salvador del món   | Concediu-li ajut.                                                                  |
| Santa Maria        | Concediu-li ajut.                                                                  |
| Santa Maria        | Sant Miquel .                                                                      |
| Sant Miquel        | Concediu-li ajut.                                                                  |
| Etc.               | etc.                                                                               |

Igual que amb totes les Grans Misses Pontificals, l'epístola i l'evangeli es llegien en grec i en llatí i el papa combregava al seu tron.

### La coronació

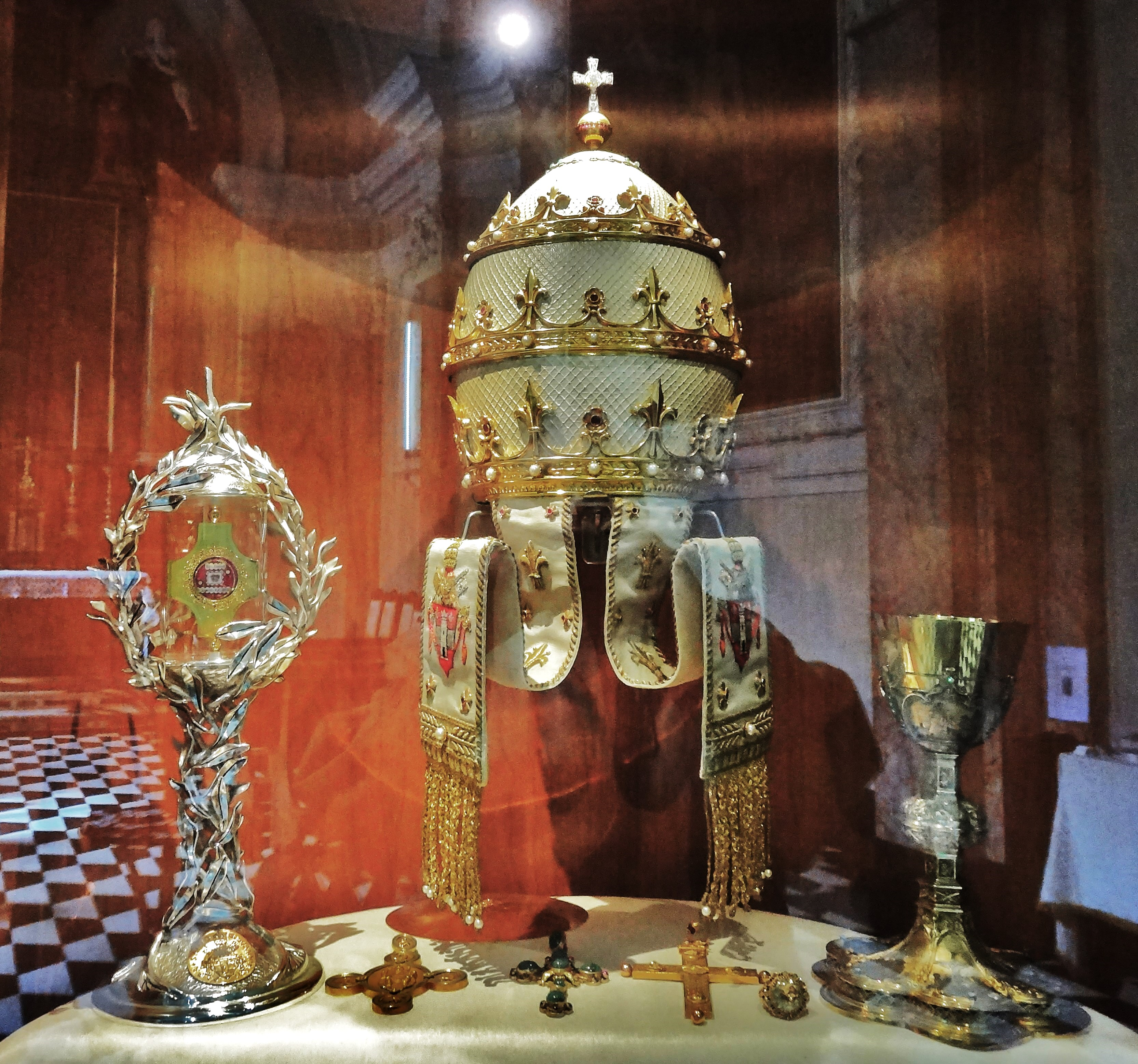
La tiara papal de Joan XXIII

Després de la missa, el nou Papa era coronat amb la tiara papal. Això tenia lloc habitualment al balcó de la basílica de Sant Pere, en presència de la multitud reunida a la plaça de Sant Pere. El papa estava assegut en un tron amb les flàbules a banda i banda. Després que el degà del col·legi de cardenals recités unes oracions, incloent el Pare Nostre i la Col·lecta, el cardenal protodiaca, treia la mitra del papa i li col·locava la tiara al cap amb les paraules:
« Rep la tiara adornada amb tres corones, i sàpigues que ets el pare de prínceps i reis, el governant del món, el vicari del nostre Salvador Jesucrist a la terra, a qui és honor i glòria, món sense fi.»
Després de la seva coronació, el Papa impartia la solemne benedicció papal "Urbi et Orbi".

### Presa de possessió de la càtedra del bisbe de Roma
L'últim acte de la inauguració d'un nou Papa segueix sent la possessió formal (possessió) de la seva càtedra com a bisbe de Roma a l'arxibasílica de Sant Joan del Laterà. Aquesta és la cerimònia final esmentada a la Constitució Apostòlica del Papa Joan Pau II sobre la vacant de la Seu Apostòlica i l'elecció del Romà Pontífex. El papa és entronitzat de la mateixa manera que altres bisbes. Es conduït solemnement al tron episcopal i pren possessió assegut sobre ell. Rep el petó de la pau i escolta la lectura d'un passatge de la Sagrada Escriptura, on es pronuncia una adreça que solia anomenar-se sermo inthronisticus.
En els temps antics, les cartes que el papa enviava als patriarques, en senyal d'estar en comunió amb ells en la mateixa fe, es deien litterae inthronisticae o syllabai enthronistikai.

## Ubicació de la cerimònia

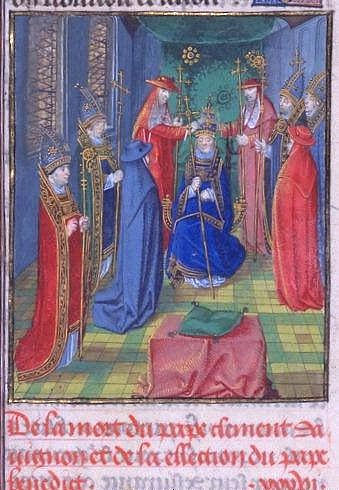
Consagració de l'antipapa Benet XIII a Avinyó, 28 de setembre de 1394

Les primeres coronacions papals van tenir lloc a Sant Joan del Laterà, la catedral del papa. No obstant això, durant centenars d'anys, les coronacions papals tradicionalment es van produir als voltants de la basílica de Sant Pere; tot i que es van produir diverses coronacions a Avinyó durant l'època del papat d'Avinyó. Anteriorment, el Papa Celestí V va ser coronat dues vegades a l'Aquila. El 1800, Pius VII va ser coronat a l'església plena de gent del monestir benedictí de l'illa de Sant Giorgio, a Venècia, després del seu difunt predecessor, Pius VI, hagués estat obligat a l'exili temporal durant la captura de Roma per Napoleó Bonaparte. Com que els francesos es van apoderar de la tiara del papa anterior, va ser coronat amb una tiara de paper maixé, que per tal de confeccionar-la les senyores de Venècia van donar les seves joies.
Totes les coronacions des del 1800 van tenir lloc a Roma. Lleó XIII va ser coronat a la Capella Sixtina, a causa dels temors que les torbes anticlericals, inspirades per la unificació italiana, poguessin atacar la Basílica i interrompre la cerimònia. Benet XV també es va coronar a la capella el 1914. Pius XI va ser coronat a la façana davant l'altar major de la basílica de Sant Pere. Els papes Pius IX, Pius XII i Joan XXIII, tots van ser coronats públicament al balcó de la basílica, davant de les multituds reunides davant de la Plaça de Sant Pere. Pau VI va ser coronat davant de Sant Pere: la basílica estava ocupada amb les grades instal·lades per a la celebració de les sessions del Concili Vaticà II, impossibilitant la coronació allà.
La coronació de Pius XII el 1939 va ser la primera en ser filmada i la primera coronació que es va emetre en directe per ràdio. La cerimònia, que va durar sis hores, va comptar amb la presència de destacats dignataris; incloïen l'hereu del tron italià, el príncep del Piemont, els ex reis Ferran I de Bulgària i Alfons XIII d'Espanya, el duc de Norfolk (representant del rei Jordi VI del Regne Unit), i el Taoiseach irlandès Éamon de Valera.

## Pau VI i la coronació
El darrer Papa que ha estat coronat va ser Pau VI. Tot i que va decidir deixar de portar una tiara papal a les setmanes de la seva coronació, i va dipositar la seva sobre l'altar de la Basílica de Sant Pere en un gest d'humilitat, la seva Constitució Apostòlica de 1975, Romano Pontifici Eligendo, encara va prescriure que «el nou pontífex ha de ser coronat pel cardenal diaca sènior.»

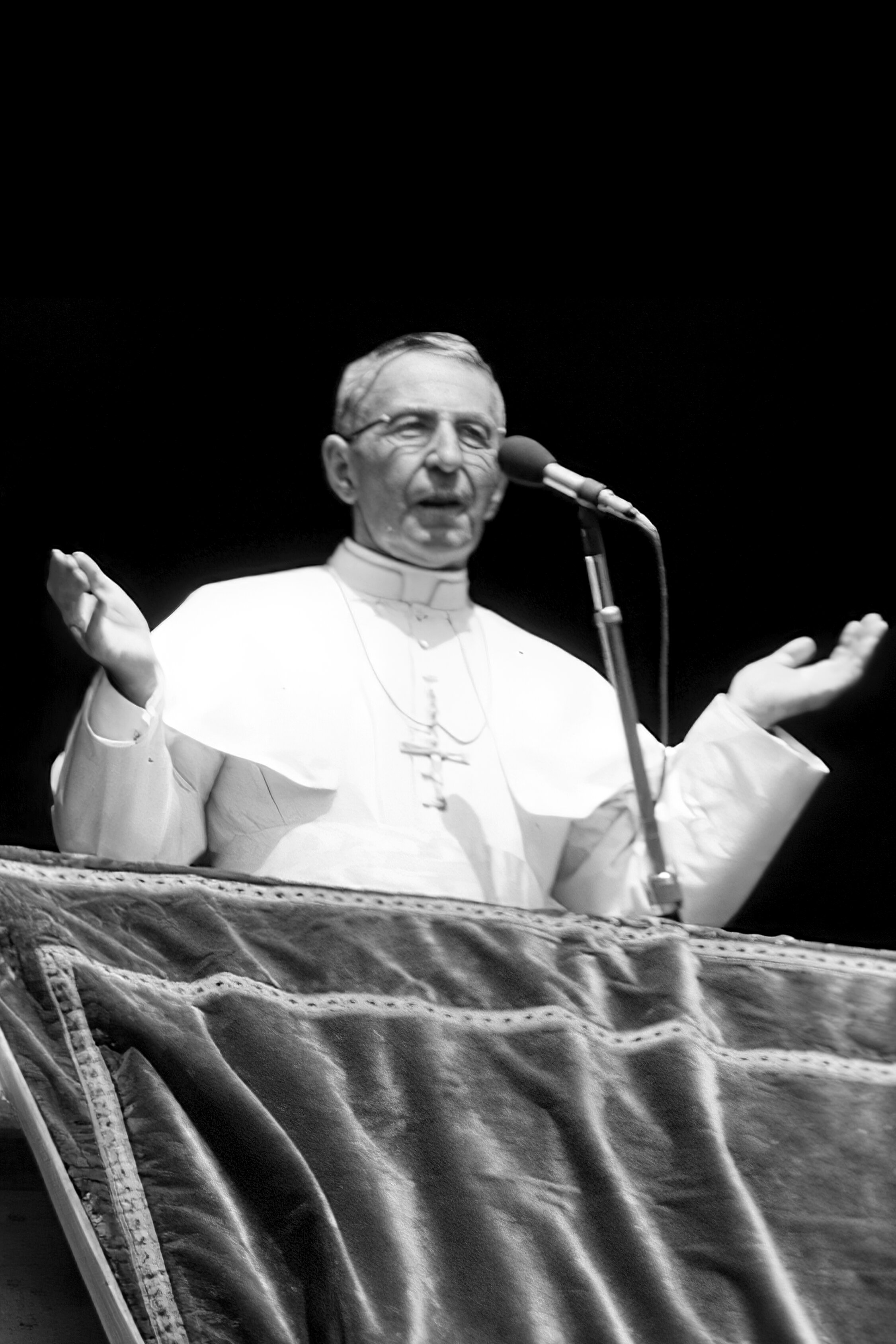
Joan Pau I, el primer Papa que no va ser coronat

No obstant això, el seu successor, Joan Pau I, va optar per no ser coronat i tenir una "missa solemne" menys formal per marcar l'inici del seu ministeri com a Pastor Suprem al setembre de 1978.

## Joan Pau II i la coronació
Després de la mort sobtada de Joan Pau I després d'un regnat de trenta-tres dies, el nou papa, Joan Pau II, va optar per copiar la cerimònia del seu predecessor sense coronació. En la seva homilia a la seva missa d'inauguració, va dir que Pau VI «havia deixat als seus successors lliures per decidir» si s'ha de portar la tiara papal. Va continuar:
«El Papa Joan Pau I, la memòria del qual és tan viva en els nostres cors, no volia tenir la tiara; ni tampoc el seu successor ho desitja avui. Aquest no és el moment de tornar a una cerimònia i un objecte considerat, erròniament, com un símbol del poder temporal dels papes .»
La Constitució Apostòlica de 1996 de Joan Pau II, Universi Dominici gregis, ara en vigor, no especifica la forma que hauria de prendre la "cerimònia solemne de la inauguració del pontificat" d'un nou papa, amb coronació o sense.
Les tiares papals existents continuen estant disponibles per a qualsevol Papa futur que pugui optar per usar-ne una.

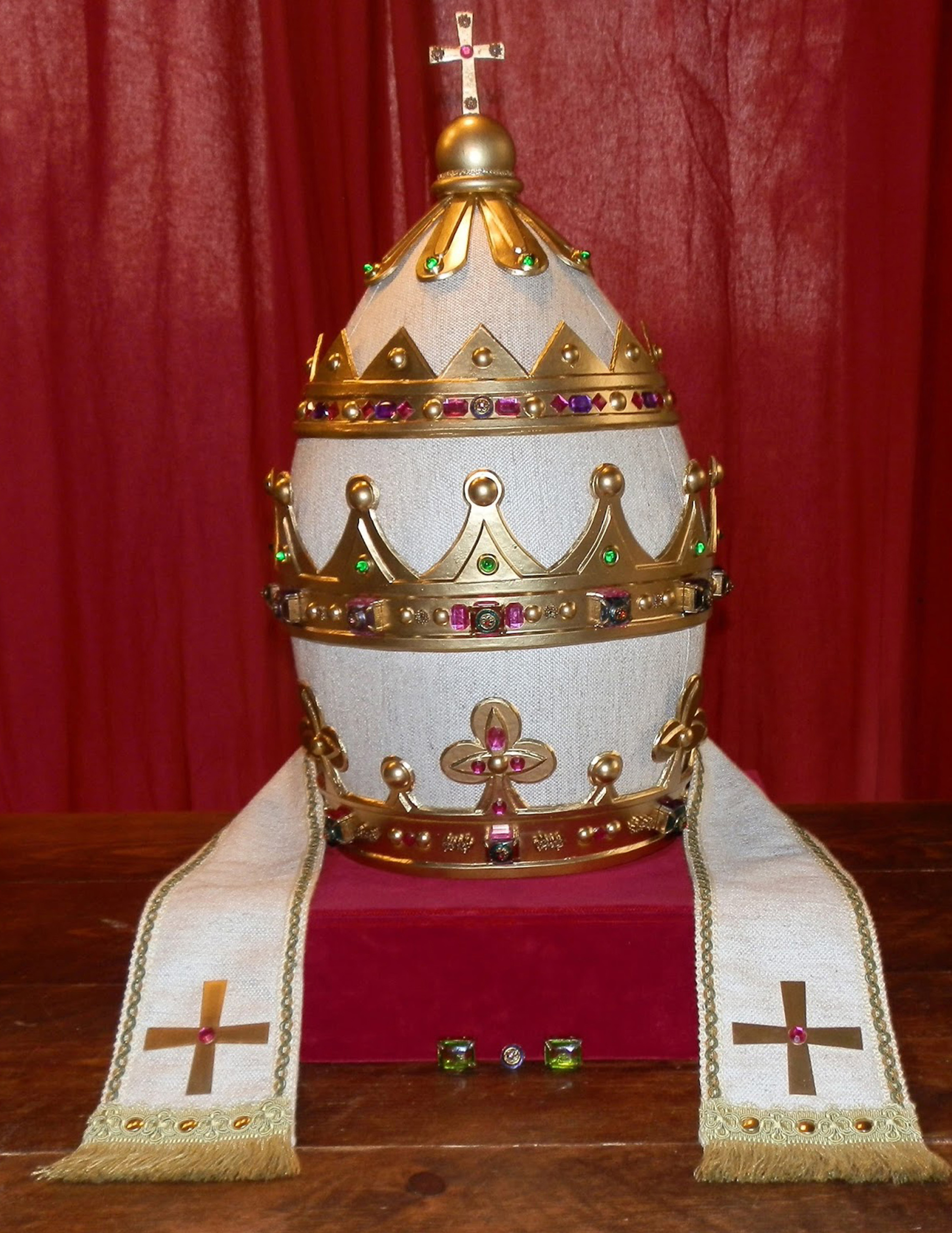
Tiara de Joan XXII
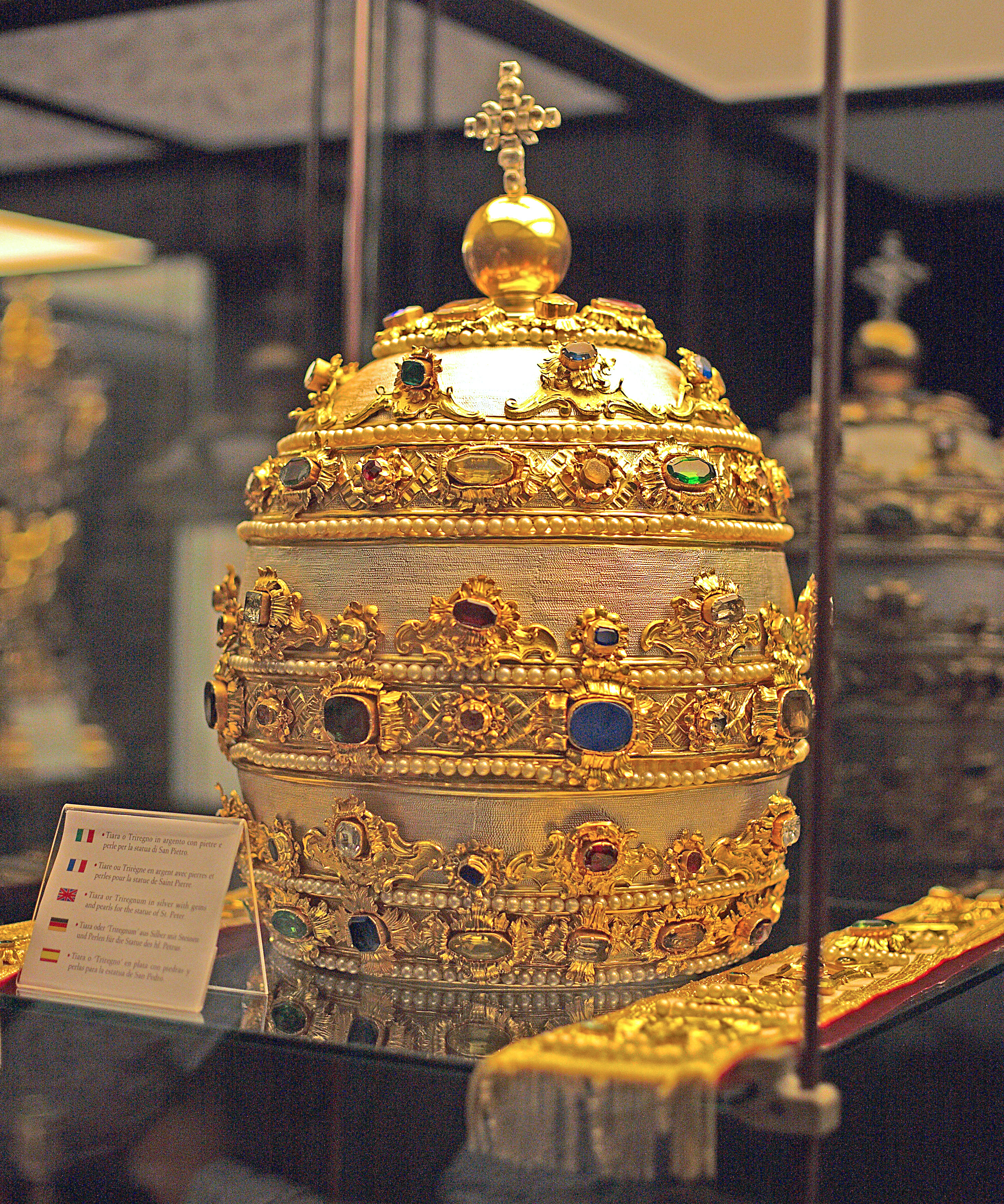
Tiara al tresor de la Basílica de Sant Pere
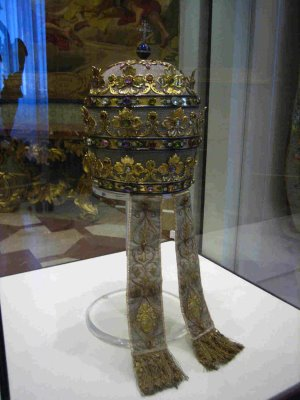
Tiara de Pius IX
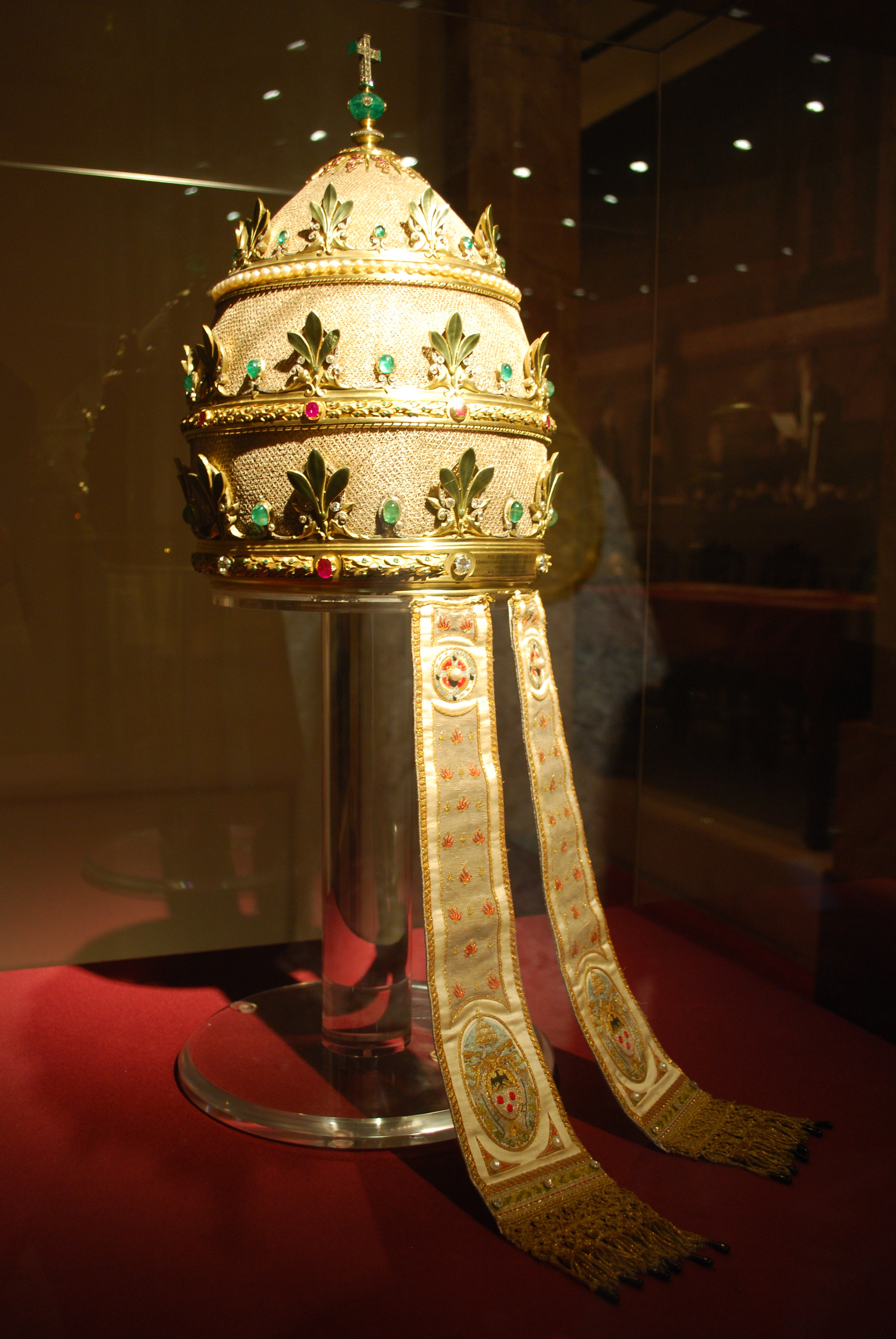
Tiara de Pius XI
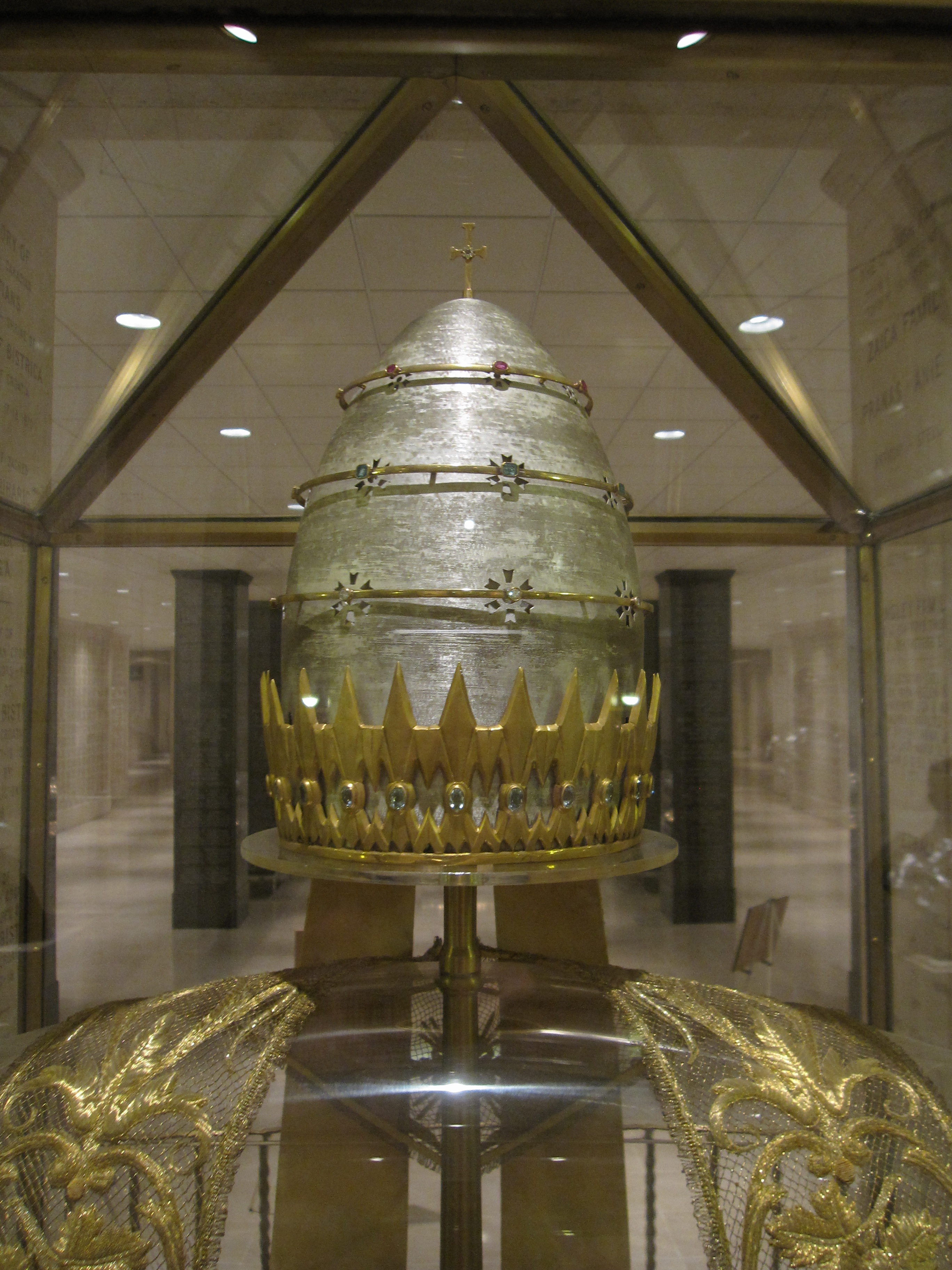
Tiara de Pau VI
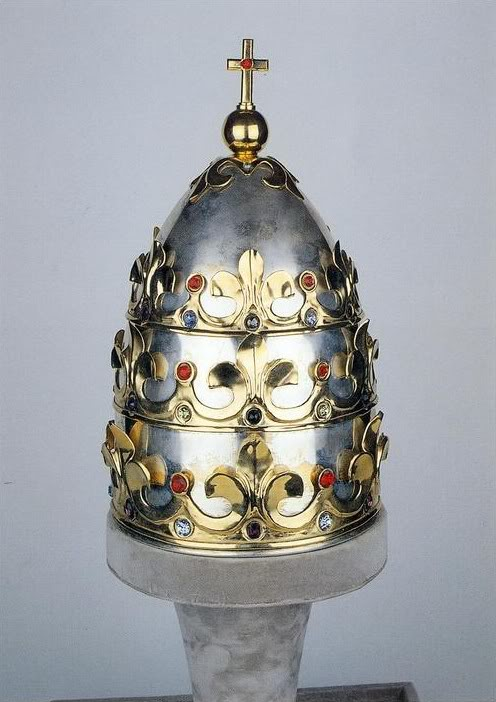
Tiara de Joan Pau II
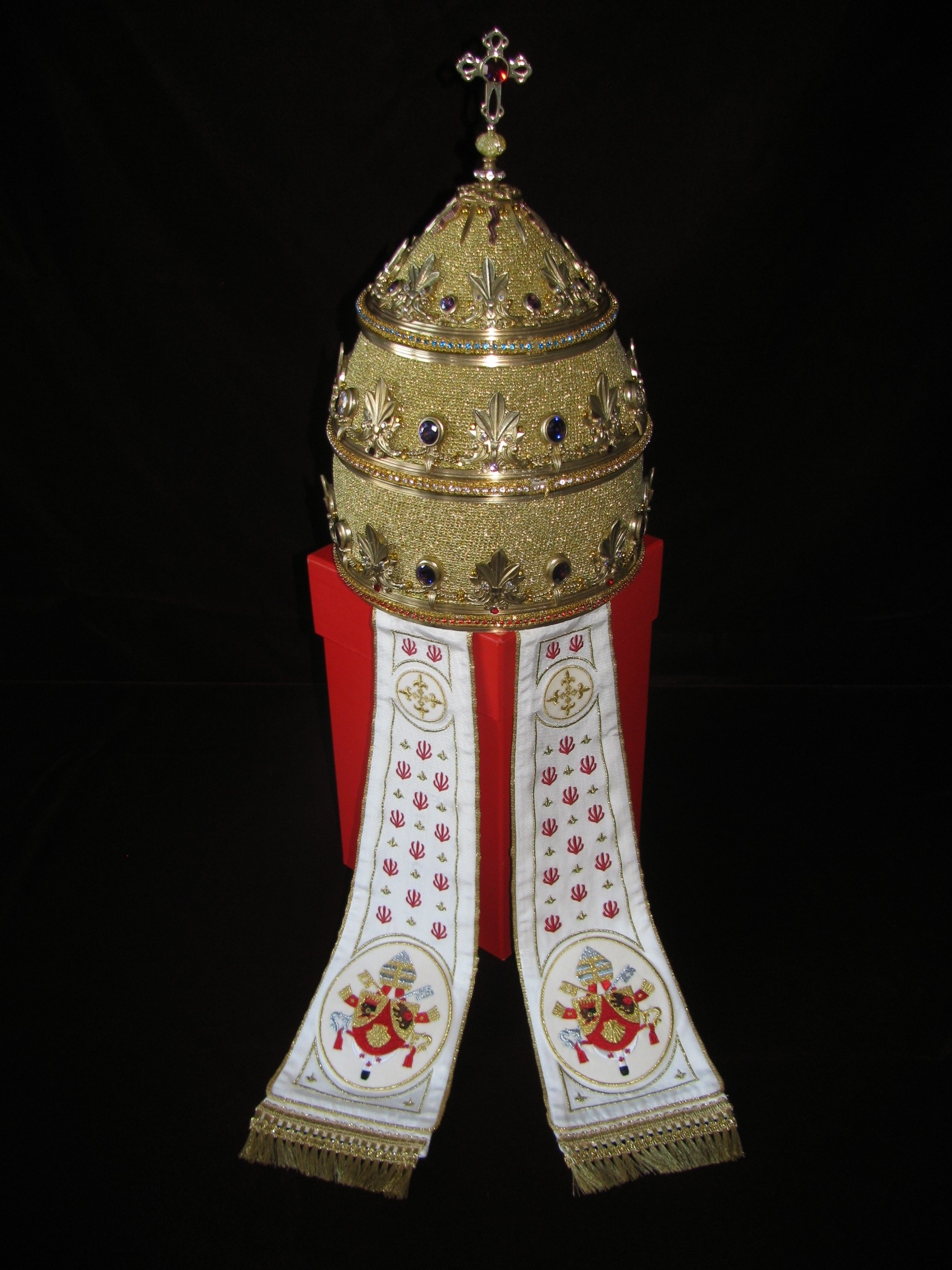
Tiara de Benet XVI

## Coronacions papals 1143 - 1963
| Data                   | Localització      | Papa                  | Cardenal                                                               | Diaconeria                              | Notes |  |
| ---------------------- | ----------------- | --------------------- | ---------------------------------------------------------------------- | --------------------------------------- | --- |  |
| 3 d'octubre de 1143    | Roma              | Celestí II            | Gregorio Tarquini                                                      | SS. Sergio e Bacco                      | El 26 de setembre va ser consagrat bisbe de Roma pel cardenal Alberic de Beauvais bisbe d'Ostia.                                                                                                |  |
| 12 de març de 1144     | Roma              | Papa Luci II          | Gregorio Tarquini                                                      | SS. Sergio e Bacco                      | El mateix dia va ser consagrat bisbe de Roma pel cardenal Alberic de Beauvais, bisbe d'Ostia.                                                                                                   |  |
| 14 de març de 1145     | Abadia de Farfa   | Eugeni III            | Odone Bonecase                                                         | S. Giorgio in Velabro                   | El 18 de febrer va ser consagrat bisbe de Roma pel cardenal Corrado della Suburra bisbe de Sabina i degà del Col·legi de Cardenals.                                                             |  |
| 12 de juliol de 1153   | Roma              | Papa Anastasi IV      | Odone Bonecase                                                         | S. Giorgio in Velabro                   | |  |
| 5 de desembre de 1154  | Roma              | Papa Adrià IV         | Probablement pel Cardenal Rodolfo                                      | S. Lucia in Septisolio                  | Odone Fattiboni estava absent (vegeu elecció papal de 1154) |  |
| 20 de setembre de 1159 | Nympha            | Alexandre III         | Odone Bonecase                                                         | S. Giorgio in Velabro                   | El mateix dia, va ser consagrat bisbe de Roma pel cardenal Ubaldo Allucingoli bisbe d'Òstia i Velletri.                                                                                         |  |
| 4 d'octubre de 1159    | Abadia de Farfa   | Antipapa Víctor IV    | Cardenal Icmar bisbe de Túsculum i degà del Col·legi de Cardenals      |                                         | |  |
| 22 de juliol de 1167   | Roma              | Antipapa Pasqual III  |                                                                        |                                         | El 22 d'abril de 1164 va ser consagrat bisbe de Roma a Lucca per Enric II de Leez príncep-bisbe de Lieja (no un cardenal).                                                                      |  |
| 1168                   | Roma              | Antipapa Calixt III   | (?)                                                                    |                                         | |  |
| 6 de setembre de 1181  | Velletri          | Papa Luci III         | Teodino de Arrone bisbe de Porto e Santa Rufina.                       |                                         | |  |
| 1 de desembre de 1185  | Verona            | Papa Urbà III         | (?) (probablement pel Cardenal Ardicio Rivoltella diaca of S. Teodoro) |                                         | |  |
| 25 d'octubre de 1187   | Ferrara           | Gregori VIII          | Giacinto Bobone Orsini                                                 | S. Maria in Cosmedin                    | El mateix dia va ser consagrat bisbe de Roma, probablement pel Cardenal Thibaud bisbe d'Òstia i Velletri (?).                                                                                   |  |
| 7 de gener de 1188     | Pisa              | Papa Climent III      | Giacinto Bobone Orsini                                                 | S. Maria in Cosmedin                    | |  |
| 14 d'abril de 1191     | Roma              | Papa Celestí III      | Graziano da Pisa                                                       | SS. Cosma e Damiano                     | El mateix dia va ser consagrat bisbe de Roma pel cardenal Ottaviano di Paoli bisbe d'Òstia i Velletri i sotsdegà del Col·legi de Cardenals                                                      |  |
| 22 de febrer de 1198   | Roma              | Papa Innocenci III    | Graziano da Pisa                                                       | SS. Cosma e Damiano                     | El mateix dia, va ser consagrat bisbe de Roma pel cardenal Ottaviano di Paoli, bisbe d'Òstia i Velletri i sotsdegà del Col·legi de Cardenals                                                    |  |
| 31 d'agost de 1216     | Roma              | Honori III            | Guido Pierleone                                                        | S. Nicola in Carcere Tulliano           | El de juliol de 24, va ser consagrat bisbe de Roma pel cardenal Ugolino Conti di Segni bisbe d'Òstia i Velletri.                                                                                |  |
| 11 d'abril de 1227     | Roma              | Papa Gregori IX       | Ottaviano dei Conti di Segni                                           | SS. Sergio e Bacco                      | |  |
| 28 de juny de 1243     | Anagni            | Papa Innocenci IV     | Rainiero Capocci                                                       | S. Maria in Cosmedin                    | El mateix dia, he was consectrated bisbe de Roma, probablement pel Cardenal Rinaldo Conti di Segni bisbe d'Òstia i Velletri i degà del Col·legi de Cardenals (?).                               |  |
| 20 de desembre de 1254 | Nàpols            | Alexandre IV          | Riccardo Annibaldeschi                                                 | S. Angelo in Pescheria                  | |  |
| 4 de setembre de 1261  | Viterbo           | Urbà IV               | Riccardo Annibaldeschi                                                 | S. Angelo in Pescheria                  | |  |
| 20 de setembre de 1265 | Viterbo           | Papa Climent IV       | Riccardo Annibaldeschi                                                 | S. Angelo in Pescheria                  | |  |
| 23 de març de 1272     | Roma              | Gregori X             | Giovanni Gaetano Orsini                                                | Diaca de S. Nicola in Carcere Tulliano  | El de març de 19 va ser consagrat bisbe of Roma by (?) (possiblement pel Cardenal Odo de Châteauroux bisbe de Frascati i degà del Col·legi de Cardenals).                                       |  |
| 22 de febrer de 1276   | Roma              | Innocenci V           | Giovanni Gaetano Orsini                                                | S. Nicola in Carcere Tulliano           | |  |
| 20 de setembre de 1276 | Viterbo           | Papa Joan XXI         | Giovanni Gaetano Orsini                                                | S. Nicola in Carcere Tulliano           | |  |
| 26 de desembre de 1277 | Roma              | Nicolau III           | Giacomo Savelli                                                        | S. Maria in Cosmedin                    | On de desembre de 19 va ser consagrat bisbe de Roma by (?) (possiblement pel Cardenal Bertrand de Saint-Martin bisbe de Sabina i degà del Col·legi de Cardenals).                               |  |
| 23 de març de 1281     | Orvieto           | Martí IV              | Giacomo Savelli                                                        | S. Maria in Cosmedin                    | On mateix dia va ser consagrat bisbe de Roma pel cardenal Latino Malabranca Orsini bisbe d'Òstia i Velletri.                                                                                    |  |
| 19 de maig de 1285     | Roma              | Honori IV             | Goffredo da Alatri                                                     | S. Giorgio in Velabro                   | On mateix dia va ser consagrat bisbe de Roma pel cardenal Latino Malabranca Orsini, bisbe d'Òstia i Velletri.                                                                                   |  |
| 22 de febrer de 1288   | Roma              | Nicolau IV            | Matteo Orsini Rosso                                                    | S. Maria in Portico                     | |  |
| 29 d'agost de 1294     | Aquila            | Papa Celestí V        | Possiblement pel Cardenal Matteo Orsini Rosso                          | S. Maria in Portico                     | El mateix dia va ser consagrat bisbe de Roma probablement pel Cardenal Hugh Aycelin bisbe d'Òstia i Velletri. Va ser coronat de nou uns dies més tard (l'únic cas d'una doble coronació papal). |  |
| 23 de gener de 1295    | Roma              | Papa Bonifaci VIII    | Matteo Orsini Rosso                                                    | S. Maria in Portico                     | El mateix dia va ser consagrat bisbe de Roma pel cardenal Hugh Aycelin, bisbe d'Òstia i Velletri.                                                                                               |  |
| 27 d'octubre de 1303   | Roma              | Papa Benet XI         | Matteo Orsini Rosso                                                    | S. Maria in Portico                     | |  |
| 14 de novembre de 1305 | Lió               | Papa Climent V        | Napoleone Orsini Frangipani                                            | S. Adriano                              | |  |
| 5 de setembre de 1316  | Lyon              | Papa Joan XXII        | Napoleone Orsini Frangipani                                            | S. Adriano                              | |  |
| 15 de maig de 1328     | Roma              | Antipapa Nicolau V    | Giacomo Alberti                                                        | pseudocardinal-bisbe d'Òstia i Velletri | El 12 de maig va ser consagrat bisbe de Roma també per Giacomo Alberti, llavors bisbe de Castello.                                                                                              |  |
| 8 de gener de 1335     | Avinyó            | Papa Benet XII        | Napoleone Orsini Frangipani                                            | S. Adriano                              | |  |
| 19 de maig de 1342     | Avinyó            | Papa Climent VI       | Raymond Guillaume des Farges                                           | S. Maria Nuova                          | |  |
| 30 de desembre de 1352 | Avinyó            | Papa Innocenci VI     | Gaillard de la Mothe                                                   | S. Lucia in Septisolio                  | |  |
| 6 de novembre de 1362  | Avinyó            | Papa Urbà V           | Probablement pel Cardenal Guillaume de la Jugié                        | S. Maria in Cosmedin                    | El mateix dia va ser consagrat bisbe de Roma pel cardenal Andouin Aubert bisbe d'Òstia i Velletri.                                                                                              |  |
| 3 de gener de 1371     | Avinyó            | Papa Gregori XI       | Cardenal Rinaldo Orsini                                                | S. Adriano                              | El mateix dia, va ser consagrat bisbe de Roma pel cardenal Guy de Boulogne bisbe de Porto e Santa Rufina i degà del Col·legi de Cardenals.                                                      |  |
| 18 d'abril de 1378     | Roma              | Papa Urbà VI          | Giacomo Orsini                                                         | S. Giorgio in Velabro                   | |  |
| 31 d'octubre de 1378   | Fondi             | Antipapa Climent VII  | Comte Onorato I Caetani (no pas cardenal)                              |                                         | |  |
| 9 de novembre de 1389  | Roma              | Papa Bonifaci IX      | Tommaso Orsini                                                         | S. Maria in Domnica                     | El mateix dia va ser consagrat bisbe de Roma pel cardenal Francesco Moricotti Prignano bisbe de Palestrina i degà del Col·legi de Cardenals.                                                    |  |
| 11 d'octubre de 1394   | Avinyó            | Antipapa Benet XIII   | Hugues de Saint-Martial                                                | S. Maria in Portico                     | El mateix dia, va ser consagrat bisbe de Roma pel cardenal Jean de Neufchâtel bisbe d'Òstia i Velletri.                                                                                         |  |
| 11 de novembre de 1404 | Roma              | Papa Innocenci VII    | Rinaldo Brancaccio                                                     | SS. Vito e Modesto                      | |  |
| 19 de desembre de 1406 | Roma              | Papa Gregori XII      | Probablement per Cardenal Rinaldo Brancaccio                           | SS. Vito e Modesto                      | |  |
| 7 de juliol de 1409    | Pisa              | Antipapa Alexandre V  | Amedeo Saluzzo                                                         | S. Maria Nuova                          | |  |
| 25 de maig de 1410     | Bolonya           | Antipapa Joan XXIII   | Rinaldo Brancaccio                                                     | SS. Vito e Modesto                      | On mateix dia, va ser consagrat bisbe de Roma pel cardenal Jean Allarmet de Brogny bisbe d'Òstia i Velletri i sotsdegà del Col·legi de Cardenals.                                               |  |
| 21 de novembre de 1417 | Constància        | Martí V               | Amedeo Saluzzo                                                         | S. Maria Nuova                          | El de novembre de 14 va ser consagrat bisbe de Roma pel cardenal Jean Allarmet de Brogny, bisbe d'Òstia i Velletri i degà del Col·legi de Cardenals.                                            |  |
| 19 de maig de 1426     | Peníscola         | Antipapa Climent VIII | coronat per (?)                                                        |                                         | |  |
| 11 de març de 1431     | Roma              | Papa Eugeni IV        | Alfonso Carillo de Albornoz                                            | S. Eustachio                            | |  |
| 24 de juny de 1440     | Basle             | Antipapa Fèlix V      | Cardenal Louis Aleman                                                  | S. Cecilia                              | |  |
| 19 de març de 1447     | Roma              | Papa Nicolau V        | Prospero Colonna                                                       | S. Giorgio in Velabro                   | |  |
| 20 d'abril de 1455     | Roma              | Papa Calixt III       | Prospero Colonna                                                       | S. Giorgio in Velabro                   | |  |
| 3 de setembre de 1458  | Roma              | Papa Pius II          | Prospero Colonna                                                       | S. Giorgio in Velabro                   | |  |
| 16 de setembre de 1464 | Roma              | Papa Paul II          | Niccolò Fortiguerra                                                    | S. Cecilia                              | |  |
| 25 d'agost de 1471     | Roma              | Papa Sixte IV         | Roderic de Borja                                                       | S. Nicola in Carcere Tulliano           | El mateix dia, va ser consagrat bisbe de Roma pel cardenal Guillaume d'Estouteville bisbe d'Òstia i Velletri i sotsdegà del Col·legi de Cardenals.                                              |  |
| 12 de setembre de 1484 | Roma              | Papa Innocenci VIII   | Francesco Todeschini-Piccolomini                                       | S. Eustachio                            | |  |
| 26 d'agost de 1492     | Roma              | Papa Alexandre VI     | Francesco Todeschini-Piccolomini                                       | S. Eustachio                            | |  |
| 8 d'octubre de 1503    | Roma              | Papa Pius III         | Raffaele Riario                                                        | S. Giorgio in Velabro                   | L'1 d'octubre va ser consagrat bisbe de Roma pel cardenal Giuliano della Rovere, bisbe d'Òstia i Velletri i sotsdegà del Col·legi de Cardenals.                                                 |  |
| 26 de novembre de 1503 | Roma              | Papa Juli II          | Raffaele Riario                                                        | S. Giorgio in Velabro                   | |  |
| 19 de març de 1513     | Roma              | Papa Lleó X           | Alessandro Farnese                                                     | S. Eustachio                            | El de març de 17 va ser consagrat bisbe de Roma pel cardenal Raffaele Riario, bisbe d'Òstia i Velletri i degà del Col·legi de Cardenals.                                                        |  |
| 31 d'agost de 1522     | Roma              | Papa Adrian VI        | Marco Cornaro                                                          | S. Maria in Via Lata                    | |  |
| 26 de novembre de 1523 | Roma              | Papa Climent VII      | Marco Cornaro                                                          | S. Maria in Via Lata                    | |  |
| 3 de novembre de 1534  | Roma              | Papa Paul III         | Innocenzo Cibo                                                         | S. Maria in Domnica                     | |  |
| 22 de febrer de 1550   | Roma              | Papa Juli III         | Innocenzo Cibo                                                         | S. Maria in Domnica                     | |  |
| 10 d'abril de 1555     | Roma              | Papa Marcel II        | Jean du Bellay bisbe de Porto e Santa Rufina                           |                                         | El mateix dia va ser consagrat bisbe de Roma pel cardenal Gian Pietro Carafa, bisbe d'Òstia i Velletri i degà del Col·legi de Cardenals.                                                        |  |
| 26 de maig de 1555     | Roma              | Papa Pau IV           | Francesco Pisani                                                       | S. Marco                                | |  |
| 6 de gener de 1560     | Roma              | Papa Pius IV          | Alessandro Farnese                                                     | S. Lorenzo in Damaso                    | |  |
| 17 de gener de 1566    | Roma              | Papa Pius V           | Giulio Feltre della Rovere                                             | S. Pietro in Vincoli                    | |  |
| 25 de maig de 1572     | Roma              | Papa Gregori XIII     | Girolamo Simoncelli                                                    | SS. Cosma e Damiano                     | |  |
| 1 de maig de 1585      | Roma              | Papa Sixt V           | Ferran I de' Medici                                                    | S. Maria in Domnica                     | |  |
| 8 de desembre de 1590  | Roma              | Papa Gregori XIV      | Andreas von Austria                                                    | S. Maria Nuova                          | |  |
| 3 de novembre de 1591  | Roma              | Papa Innocenci IX     | Andreas von Austria                                                    | S. Maria Nuova                          | |  |
| 9 de febrer de 1592    | Roma              | Papa Climent VIII     | Francesco Sforza di Santa Fiora                                        | S. Maria in Via Lata                    | El 2 de febrer va ser consagrat bisbe de Roma pel cardenal Alfonso Gesualdo bisbe d'Òstia i Velletri i degà del Col·legi de Cardenals.                                                          |  |
| 10 d'abril de 1605     | Roma              | Papa Lleó XI          | Francesco Sforza di Santa Fiora                                        | S. Maria in Via Lata                    | |  |
| 29 de maig de 1605     | Roma              | Papa Pau V            | Francesco Sforza di Santa Fiora                                        | S. Maria in Via Lata                    | |  |
| 14 de febrer de 1621   | Roma              | Papa Gregori XV       | Andrea Baroni Peretti Montalto                                         | S. Maria in Via Lata                    | |  |
| 29 de setembre de 1623 | Roma              | Papa Urbà VIII        | Alessandro d'Este                                                      | S. Maria in Via Lata                    | |  |
| 4 d'octubre de 1644    | Roma              | Papa Innocenci X      | Carlo de Medici                                                        | S. Nicola in Carcere Tulliano           | |  |
| 16 d'abril de 1655     | Roma              | Papa Alexandre VII    | Gian Giacomo Teodoro Trivulzio                                         | S. Maria in Via Lata                    | |  |
| 26 de juny de 1667     | Roma              | Papa Climent IX       | Rinaldo d'Este                                                         | S. Nicola in Carcere Tulliano           | |  |
| 11 de maig de 1670     | Roma              | Papa Climent X        | Francesco Maidalchini                                                  | S. Maria in Via Lata                    | |  |
| 4 d'octubre de 1676    | Roma              | Papa Innocenci XI     | Francesco Maidalchini                                                  | S. Maria in Via Lata                    | |  |
| 16 d'octubre de 1689   | Roma              | Papa Alexandre VIII   | Francesco Maidalchini                                                  | S. Maria in Via Lata                    | |  |
| 5 de juliol de 1691    | Roma              | Papa Innocenci XII    | Urbano Sacchetti                                                       | S. Maria in Via Lata                    | |  |
| 8 de desembre de 1700  | Roma              | Papa Climent XI       | Benedetto Pamphilj                                                     | S. Maria in Via Lata                    | El de novembre de 30 va ser consagrat bisbe de Roma pel Cardenal de Bouillon bisbe de Porto e Santa Rufina i degà del Col·legi de Cardenals.                                                    |  |
| 18 de maig de 1721     | Roma              | Papa Innocenci XIII   | Benedetto Pamphilj                                                     | S. Maria in Via Lata                    | |  |
| 4 de juny de 1724      | Roma              | Papa Benet XIII       | Benedetto Pamphilj                                                     | S. Maria in Via Lata                    | |  |
| 16 de juliol de 1730   | Roma              | Papa Climent XII      | Lorenzo Altieri                                                        | S. Maria in Via Lata                    | |  |
| 21 d'agost de 1740     | Roma              | Papa Benet XIV        | Carlo Maria Marini                                                     | S. Maria in Via Lata                    | |  |
| 16 de juliol de 1758   | Roma              | Papa Climent XIII     | Alessandro Albani                                                      | S. Maria in Via Lata                    | |  |
| 4 de juny de 1769      | Roma              | Papa Climent XIV      | Alessandro Albani                                                      | S. Maria in Via Lata                    | El de maig de 28 va ser consagrat bisbe de Roma pel cardenal Federico Marcello Lante bisbe de Porto e Santa Rufina i sotsdegà del Col·legi de Cardenals.                                        |  |
| 22 de febrer de 1775   | Roma              | Papa Pius VI          | Alessandro Albani                                                      | S. Maria in Via Lata                    | El mateix dia, va ser consagrat bisbe de Roma pel cardenal Giovanni Francesco Albani, bisbe de Porto e Santa Rufina i degà del Col·legi de Cardenals.                                           |  |
| 21 de març de 1800     | Venècia           | Papa Pius VII         | Antonio Doria Pamphili                                                 | S. Maria ad Martyres                    | |  |
| 5 d'octubre de 1823    | Roma              | Papa Lleó XII         | Fabrizio Ruffo                                                         | S. Maria in Via Lata                    | |  |
| 5 d'abril de 1829      | Roma              | Papa Pius VIII        | Giuseppe Albani                                                        | S. Maria in Via Lata                    | |  |
| 6 de febrer de 1831    | Roma              | Papa Gregori XVI      | Giuseppe Albani                                                        | S. Maria in Via Lata                    | El mateix dia va ser consagrat bisbe de Roma pel cardenal Bartolomeo Pacca bisbe d'Òstia i Velletri i degà del Col·legi de Cardenals.                                                           |  |
| 21 de juny de 1846     | Roma              | Papa Pius IX          | Tommaso Riario Sforza                                                  | S. Maria in Via Lata                    | |  |
| 3 de març de 1878      | Roma              | Papa Lleó XIII        | Teodolfo Mertel                                                        | S. Eustachio                            | Teodolfo Mertel com a segon cardenal diaca més veterà, assumí les responsabilitats del protodiaca a la coronació a causa de la malaltia de Prospero Caterini, el protodiaca titular.            |  |
| 9 d'agost de 1903      | Roma              | Papa Pius X           | Luigi Macchi                                                           | S. Maria in Via Lata                    | |  |
| 6 de setembre de 1914  | Roma              | Papa Benet XV         | Francesco Salesio Della Volpe                                          | S. Maria in Aquiro                      | |  |
| 12 de febrer de 1922   | Roma              | Papa Pius XI          | Gaetano Bisleti                                                        | S. Agata in Suburra                     | |  |
| 12 de març de 1939     | Ciutat del Vaticà | Papa Pius XII         | Camillo Caccia-Dominioni                                               | S. Maria in Domnica                     | |  |
| 4 de novembre de 1958  | Ciutat del Vaticà | Papa Joan XXIII       | Nicola Canali                                                          | S. Nicola in Carcere Tulliano           | |  |
| 30 de juny de 1963     | Ciutat del Vaticà | Papa Pau VI           | Alfredo Ottaviani                                                      | S. Maria in Domnica                     | |  |